# Nils Johan Semb
Nils Johan Semb (Borge, 24 febbraio 1959) è un allenatore di calcio ed ex calciatore norvegese.
Ha frequentato la Norwegian School of Sport Sciences.
Dopo il ritiro è diventato commentatore sportivo per la televisione norvegese TV 2 ed ha incarichi dirigenziali nella federazione norvegese.

## Carriera

### Club
Ha giocato tra il 1976 ed il 1985 nel FK Ørn Horten.

### Nazionale
Dopo aver allenato dal 1988 al 1991 l'Eik Tønsberg e dal 1990 al 1998 le Nazionali minori norvegesi, ha guidato la Nazionale di calcio della Norvegia dal 1998 al 2003, per 68 partite, portando la Nazionale al debutto nel campionato europeo di calcio 2000. Fu rimpiazzato da Åge Hareide nel 2003.
L'8 settembre 2003, alla fine dell'allenamento della Norvegia a Oslo, cacciò dal ritiro della nazionale l'allora romanista John Carew per aver dato un pugno in faccia all'allora centrocampista del Liverpool John Arne Riise.